# Enkrateia

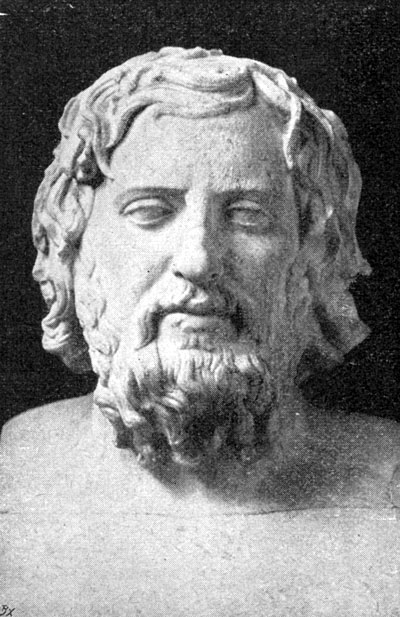
Jenófanes fue uno de los primeros en escribir sobre la enkrateia.

Enkrateia (del griego ἐγκράτεια, "dominio", "control sobre - de" ἐν (en, “en”) + κράτος (krátos, “poder”). Enkrateia proviene el adjetivo enkratês (ἐγκρατής de ἐν (en, “en”) + κράτος (krátos, “poder”) dominio, poder sobre algo o sobre alguien. 
Tres de los discípulos de Sócrates, Isócrates, Jenofonte y Platón, trasformaron el adjetivo enkratês al sustantivo enkrateia y le dieron un significado diferente: con ellos enkrateia no significaba  poder sobre algo o alguien, significaba poder sobre uno mismo, sobre las propias pasiones e instintos, autodominio.
Para Aristóteles, enkrateia es el antónimo de akrasia (ἀκρασία de ἀ = sin + κράτος = poder, control) que significa "incontinencia". En este sentido, la enkrateia es una forma de virtud ligada a los conceptos de libertad y autonomía. 
- Datos: Q18600359